# Ação Popular (Espanha)
Ação Popular (Espanhol:Acción Popular), até 1932 Ação Nacional (Espanhol:Acción Nacional), foi um partido político Católico Romano Espanhol ativo durante a Segunda República Espanhola.
O grupo foi formado após a queda da monarquia e a derrota dos partidos monarquistas nas eleições de 1931, para defender os interesses dos Católicos Romanos na nova República Espanhola. Ele emanou da Asociación Católica Nacional de Propagandistas e efetivamente formou um partido político extraído desse movimento monarquista de linha-dura. O principal líder da Ação Popular foi editor do El Debate e futuro cardeal Ángel Herrera Oria. Em 1932, a Aliança Nacional teve que mudar seu nome, porque os partidos e movimentos políticos eram proibidos de usar a palavra "nacional" em seus nomes.
A Ação Popular procurou unir o campo de direita, monarquista e católico e, assim tornar-se o núcleo de uma federação conservadora de partidos, a Confederação Espanhola de Direitas Autônomas (CEDA), estabelecida em 1933.
Mesmo após a formação da CEDA, o movimento juvenil do partido, Juventudes de Acción Popular (popularmente conhecidos como os Camisas verdes) continuou a organizar-se. No entanto, na primavera de 1936, o declínio da Ação Popular foi sublinhado quando 15.000 Camisas verdes deixaram o movimento para se juntarem à Falange. Na véspera da Guerra Civil Espanhola, a Ação Popular tinha cerca de 12.000 membros. Quando Francisco Franco anunciou seu decreto estabelecendo a Falange Espanhola Tradicionalista e as Juntas de Ofensiva Nacional Sindicalista em 19 de Abril de 1937, a Ação Popular foi um dos vários grupos envolvidos neste novo grupo de pan-direita.